# Nada Vai Nos Separar
Nada Vai Nos Separar é o segundo álbum de estúdio do cantor Netinho. O álbum foi lançado em 1994 pela gravadora Philips. O álbum teve vendagem superior a 580 mil cópias.
A canção "Como?" entrou na trilha sonora da novela História de Amor, sendo o tema da personagem Sheyla. "Gostoso Demais" é uma regravação da canção composta por Dominguinhos e Nando Cordel.

## Faixas
| N.º | Título             | Duração |  |
| 1.  | "Amor Caliente"    | 3:29    |  |
| 2.  | "Jeito Diferente"  | 4:46    |  |
| 3.  | "Gostoso Demais"   | 3:57    |  |
| 4.  | "Crença"           | 3:44    |  |
| 5.  | "Happy Hour"       | 3:46    |  |
| 6.  | "Bahia É Carnaval" | 4:05    |  |
| 7.  | "Dia "D""          | 4:10    |  |
| 8.  | "Conte Comigo"     | 3:51    |  |
| 9.  | "Como?"            | 3:28    |  |
| 10. | "Mira"             | 4:20    |  |
| 11. | "Mano Azul"        | 4:23    |  |
| 12. | "Presença Rara"    | 3:57    |  |
| 13. | "Mira" (Espanhol)  | 4:21    |  |